# سفارة المغرب في موريتانيا
سفارة المغرب في موريتانيا هي أرفع تمثيل دبلوماسي لدولة المغرب لدى إسبانيا. تقع السفارة بنواكشوط العاصمة وهي تهدف لتعزيز المصالح المغربية في موريتانيا.
حميد شبار هي السفير الحالي منذ 20 أبريل 2018.

## السفارة
تقع السفارة بشارع القدس، حي تفرغ زينة، الصندوق البريدي 621 نواكشوط.

## سفراء المغرب بموريتانيا
| السفير            | بداية الفترة   | تقديم أوراق الإعتماد | نهاية الفترة | ملوك المغرب  | رؤساء موريتانيا             |
| ----------------- | -------------- | -------------------- | ------------ | ------------ | --------------------------- |
| قاسم الزهيري      | 1970           |                      |              | الحسن الثاني | مختار ولد داداه             |
| محمد المحجوبي     |                | 3 يونيو 1975         |              | الحسن الثاني | مختار ولد داداه             |
| أحمد السنوسي      | 18 يوليو 1978  |                      |              | الحسن الثاني | المصطفى ولد محمد السالك     |
| عبد الرحمن الكوهن | 9 يوليوز 1985  |                      |              | الحسن الثاني | معاوية ولد سيدي أحمد الطايع |
| إبراهيم موسى      | 26 يناير 1993  |                      |              | الحسن الثاني | معاوية ولد سيدي أحمد الطايع |
| عبد الرحمن بنعمر‘ |                |                      | ديسمبر 2016  | محمد السادس  |                             |
| حميد شبار         | 20 أبريل 2018‘ | 21 مايو 2018         |              | محمد السادس  |                             |

## قنصلية
نواذيبو: قنصلية عامة

## المغاربة المقيمين في موريتانيا
بلغ عدد المغاربة المقيمين في موريتانيا 3.036 شخصًا بحسب الإحصائيات الرسمية لوزارة الشؤون الخارجية والتعاون الدولي لسنة 2018.